# 増田みのり (ピアニスト)
増田みのり（ますだみのり、11月27日- ）は、福島県出身の日本のピアニストであり、女性音楽グループ「1966カルテット」のメンバー（ピアノ担当）である。また、コラボレーティブ・ピアニストとして室内楽や伴奏ピアニストとしても活動している。

## 来歴
茨城県守谷市出身。ヤマハ・ジュニア専門コースでピアノと作曲を学び、特待生として東京音楽大学付属高校、東京音楽大学ピアノ演奏家コースを卒業。明治安田クオリティオブライフ文化財団より奨学金を受けて渡米し、ニューヨーク・マネス音楽院修士課程修了。同院でピアノとチェンバロ奏法を学ぶ。アメリカやブルガリアでリサイタル活動を行い、テレビ、Classic FMに出演。プロウディヴ市・バラバノフハウスでのソロリサイタルの模様は国営テレビでヨーロッパ全土に中継されるなどの経歴を持つ。
2004年に帰国後、ソロ活動のほかコラボレーティブ・ピアニストとして国内での室内楽・伴奏ピアニストとしても活動する。2005年よりゲストソリストを務めるIPPOフィルハーモニー管弦楽団とのベートーヴェンのピアノ協奏曲全曲演奏プロジェクトに参加、ベートーヴェンのピアノ協奏曲（全５曲）とモーツアルトのピアノ協奏曲第２０番を演奏したほか、ガーシュインのラプソディ・イン・ブルー、ラヴェル、グリーグのピアノ協奏曲をオーケストラや吹奏楽団と多数共演しており、コンチェルトのレパートリーは多岐にわたる。
2007年～2011年まで丸ビル35コンサート、新丸ビルアトリウムコンサートのコーディネーターを担当。丸の内ガラコンサート、Madison in Marunouchi、ラ・フォル・ジュルネ・オ・ジャポンをはじめとする丸の内エリアの様々なイベントに出演する。2011年より長野県昼神温泉郷のホテルにてクラシックコンサートのコーディネートと演奏を担当、定期的に出演。
2010年にフルート・チェロ・ピアノの室内楽ユニット「アンサンブルリリアン」を結成、ふじ丸、にっぽん丸、ぱしふぃっくびいなすなど豪華客船内で活動する。
2017年よりJR東日本のクルーズトレインTRAINSUITE四季島にレギュラーとして演奏を開始。
特別認定NPO法人おたまじゃくしクラブ(音楽活動支援団体)理事。
2018年より女性音楽グループ『1966カルテット』のメンバーとして活動中。。

## 受賞歴
公式ウェブサイトに準拠
- 全日本学生音楽コンクール中学校の部第3位
- 日本音楽教育連盟オーディション 入賞
- PTNAピアノコンペティション入賞

## 師事歴
公式ウェブサイトに準拠
- 松崎伶子
- 播本枝未子
- 倉沢仁子
- セルゲイ・ババヤン
- トーマス・サウアー
- トッド・フィリップス（オライオン弦楽四重奏団）（室内楽）
- チン・キム（室内楽）
- チェンバロをアルター・ハース（チェンバロ）

## ディスコグラフィ
- APPASSIONATA (ソロアルバム)（2013年4月）[1]
- Lilian -the sea- (ピアノトリオ・アンサンブルリリアン)(2013年12月)[1]
- Her Majesty's Request『女王陛下のリクエスト』(1966QUARTET)(2019年３月) ライヴ会場限定発売
- DIAMONDS (1966QUARTET) (2021年9月キングレコード)